# Султан Џем
Султан Џем (тур. Sultan Cem; 1459 — 1495) је био син Османлијског султана Мехмеда II Освајача и Чичек Хатун.

## Биографија
Рођен је у Једрену 1459. године као трећи син Султана Мехмеда. Имао је два старија полубрата Принца Мустафу и Принца Бајазида (Бајазида II), када је Принц Мустафа умро, остали су само он и Бајазид што значи када Мехмед умре неко од њих ће морати наследити очев трон. Његова мајка Чичек Хатун се жестоко побринула да он постане следећи Султан, што бива накратко успешно. Џем је имао два сина, принца Огуза и принца Мурада; и две ћерке, Гевхермулук и Ајше.

## Борба за престо
У мају 1481. године умире Султан Мехмед од последице гихта, за то време изненадна вест прво стиже најмлађем сину Џему, а тек после Бајазиду. Џем постаје накратко Султан Анадолије, али Бајазид жељан престола уз подршку Јаничара објављује рат Џему. Бајазид побеђује и свргава Џема са трона, те Бајазид постаје законити Осми Османски Султан. Џем је умро 1495. године у Напуљу, највероватније од тровања по наредби Бајазида.

## Потомство
Султан Џем је имао три сина и две кћери. Сву децу је имао са једном конкубином, Гулширин-хатун.
Синови
- принц Абдулах (1478 — 1481; Бурса)
- принц Огузхан (1474; Кастамону — 1482; Истанбул): погубљен по наређењу султана Бајазита
- принц Мурат (1475; Кастамону — 1522; Родос): погубљен по наређењу султана Сулејмана

Кћери
- султанија Гевхермулук
- султанија Ајше (1473; Кастамону — 1505;Јањина): најстарије дете принца Џема. Током одсуства принца Џема, речено је да је султан Бајазит удао Ајше против њене воље за Мехмет-бега, сина Синан-бега, намесника Јањине. Под присилом је захтевао да дође у Истанбул, где је удата, да би је након удаје послао у Грчку са супругом. Имала је ћерку која се звала Неслихан. Умрла је 1505. године.